# Селенид марганца
Селенид марганца — бинарное неорганическое соединение
марганца и селена с формулой MnSe,
серые кристаллы,
не растворяется в воде.

## Получение
- Сплавление стехиометрических количеств чистых веществ:

{\displaystyle {\mathsf {Mn+Se\ {\xrightarrow {T}}\ MnSe}}}

## Физические свойства
Селенид марганца образует серые кристаллы нескольких модификаций:
- α-MnSe, кубическая сингония, пространственная группа F m3m, параметры ячейки a = 0,5456 нм, Z = 4;
- β-MnSe, кубическая сингония, пространственная группа P 43m, параметры ячейки a = 0,583 нм, Z = 4.
- γ-MnSe, гексагональная сингония, пространственная группа P 63mc, параметры ячейки a = 0,413 нм, c = 0,673 нм, Z = 2.

Не растворяется в воде.